# Бескудниково (станція)
Бескудниково (рос. Бескудниково) — вузлова залізнична станція Савеловського напрямку та маршруту МЦД-1

Московської залізниці у Москві за 10 км від станції Москва-Бутирська. Входить до Московсько-Смоленського центру організації роботи залізничних станцій ДЦС-3 Московської дирекції управління рухом. За основним застосування є вантажною, за обсягом роботи віднесена до 1 класу. 
Час руху від Москва-Бутирська — 15 хвилин.
Є пряме сполучення на Смоленський (Білоруський) напрямок, в тому числі за станом на 2016 рік дві пари поїздів, для яких Бескудниково є одним з кінцевих пунктів.
Пасажирське сполучення здійснюється моторвагонними електричними поїздами постійного струму. Найдальші пункти безпересадкового сполучення (грудень 2010 року):
- У північному напрямку: Савелово, Дубна, Желтиково
- У західному напрямку: Бородіно, Звенигород, Усово.

Станція відкрита в 1901 році разом з головним ходом Савеловського напрямку, найменована за однойменним селищем, що пізніше стало районом Москви.
На станції 2 пасажирські платформи, з'єднані пішохідним містком, що проходить над усіма станційними коліями. Східна платформа є острівною. Західна платформа (в сторону Москви) берегового типу. Із західного боку вихід з містка до Керамічного проїзду та вул. 800-річчя Москви, зі східної — на Путєвой проїзд. Всього на станції 21 колія.електропоїзди зазвичай використовують два. Третя колія (зі східного боку острівної платформи) раніше використовувалася Бескудниковською гілкою до її закриття, потім до жовтня 2015 р регулярно використовувалася для стоянки електропоїздів, коли ті пропускали експреси до Лобні і Аероекспрес в аеропорт «Шереметьєво».
Платформа відноситься до 2-ї тарифної зони. З липня 2014 року обладнана турнікетами на обох платформах.

## Колійний розвиток

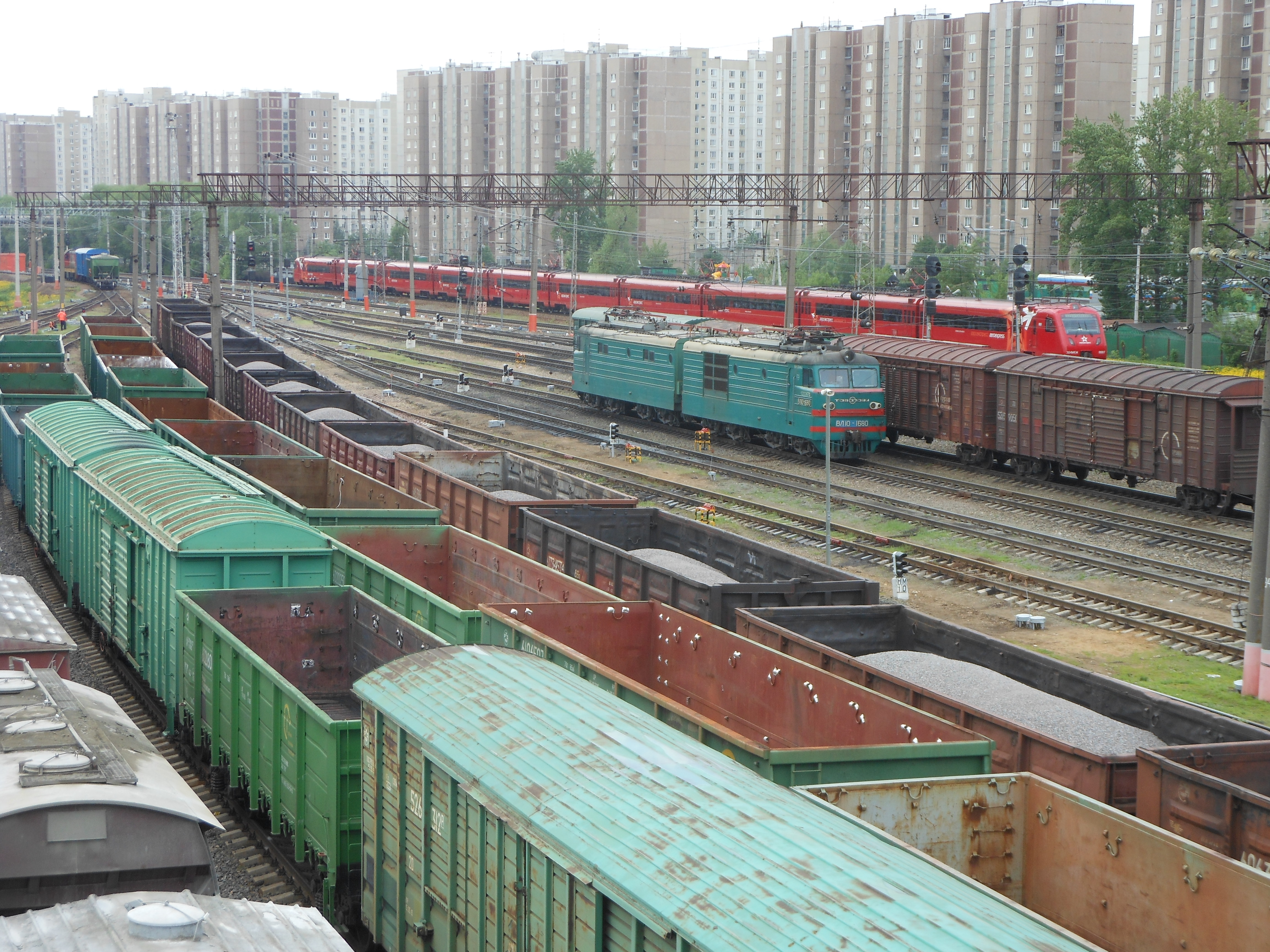
Аероекспрес в Шереметьєво проходить станцію Бескудниково, 2013

Станція Бескудниково має три маневрові райони та чотири парки: приймально-відправний, відправний № 1 на  Мале кільце, сортувальний, відправний № 2 на Марк і Лобню. 21 колія загальною протяжністю 14,3 км — в тому числі дві головні, одна колія для обгону експресів, п'ять приймальних (на бетоні), сім відправних, шість колій для відстою вагонів (на дереві). Стрілочних переводів 64, з них 28 на бетонній основі.
Від станції відходять ряд промислових залізничних ліній, найважливіші з яких — під'їзна колія Північної водопровідної станції (район Північний) і 10-кілометрова під'їзна колію незагального користування до сусідньої станції МГАО «Промжелдортранс» відділення «Медведково» (Медведковська лінія).

## Технологія вантажної роботи
Відповідно до затвердженого з 2008 року плану формування сортувальної станції Лосиноострівська, ватажні поїзда на тепловозній тязі через Мале кільце по четвертій сполучній лінії через Владикіно-Московське доставляють вагони призначенням на Москву-Бутирську, Бескудніково і Марк, частково на Лобню. Після початку руху регіональних експресів і Аероекспрес, що вибрали разом з електричками всю провізну спроможність Савеловського напрямку, вантажний рух призначенням на Ікшу, Яхрому, Дмитров, Каналстрой з Бескудніково припинено. З кінця 1990-х років Бескудніково втратила статус сортувальної станції.

## Вантажні клієнти
Вантажна робота здійснюється в єдиному технологічному комплексі з розташованої в оперативному підпорядкуванні станцією Марк. Місцевий вантаж розвозять двома маневровими тепловозами ЧМЕ3.
Станція обслуговує асфальтобетонний завод, бетонний завод № 1 («Мосінжбетон»), завод «Мокон», що випускає бетонні конструкції, мостові панелі і балки, Бескудніківський комбінат будівельних матеріалів, МДУП «Мосводоканал», московську військову базу МВС РФ, ТОВ «Компас». Через станцію Марк — ВАТ «Бетас», ДСК-7 (переробка вапнякового щебеню для виробництва асфальту і бетону). Розвантаження: будматеріали, цемент, глина, металопрокат, харчові продукти — цукор, рис. Навантаження: металобрухт (на адресу металургійних комбінатів Росії), збірний вантаж.
Загальний обсяг вантажної роботи по станціях Бескудніково і Марк становить 80-100 вагонів на добу, влітку їх число досягає максимально 250, взимку знижується до 30-50

## Пересадки
- автобус: 53, 170, 278, 353, 637, 748, 799, 803, 857